# Igor Dolgachev
Igor V. Dolgachev (em russo:  Игорь Владимирович Долгачев; 1944) é um matemático russo-estadunidense.
Introduziu a superfície de Dolgachev em 1981.

## Obras
- Integral quadratic forms: applications to algebraic geometry, Seminaire Bourbaki, Nr. 611, 1982/83
- com Francois Cossec: Enriques Surfaces I, Birkhäuser 1988
- Lectures on invariant theory, Cambridge University Press 2003